# 사비왜소땃쥐
사비왜소땃쥐 또는 에트루리아땃쥐(Suncus etruscus) ('에트루리아 뾰족뒤쥐(Etruscan Shrew)'라고 하기도 함)는 땃쥐과의 포유류이다. 몸무게가 평균 약 1.8g으로 포유류 중에서 가장 작은 종으로 알려져 있다.(크기면에서 가장 작은 종은 키티돼지코박쥐로 알려져 있다.)